# Franck Avitabile
Franck Avitabile est un pianiste de jazz français né le 24 novembre 1971 à Lyon.

## Biographie

### Formation
Franck Avitabile est né à Lyon (France) le 24 novembre 1971. Fils d'Alain Avitabile, arrivé d'Algérie en 1965, et de Francine Avitabile, née Badak, fille de Franjo, réfugié politique de Croatie (ex-Yougoslavie) en 1948. L'arrière grand-père paternel Sauveur est italien (Agerola).
Franck Avitabile commence l'apprentissage de la musique à l'âge de neuf ans lors de son entrée au conservatoire à rayonnement régional de Lyon. Son enseignement musical s'articule exclusivement autour du répertoire classique : Bach, Mozart, Brahms ou Debussy. Il associe la musique à des formes tridimensionnelles (synesthésie).
À dix-sept ans, Franck Avitabile découvre de nouveaux horizons musicaux (Keith Jarrett et Chick Corea). Il s'inscrit alors en classe d'initiation à l'improvisation avec le pianiste Mario Stantchev avant d'intégrer en 1990 sa classe de jazz au conservatoire. En 1994 il participe au Collectif Mû, un rassemblement de musiciens mâconnais.
Durant l'été 1994, il part à New York à l'occasion d'un stage de trois mois pour l'École normale supérieure de Lyon (il est titulaire d'une Maîtrise de mathématiques discrètes et d'un DEA d'informatique fondamentale). Il "jamme" au Blue Note et au Smalls, prend des cours avec le pianiste Fred Hersch, et découvre la musique de Bud Powell.
Il réussit le concours du Département jazz du Conservatoire national supérieur de musique et de danse de Paris. Il remporte en décembre 1997 le prix du Concours piano jazz de Vanves présidé par Martial Solal. En 1998, il remporte le deuxième Grand prix du Concours international Martial Solal de la ville de Paris ainsi qu'un Premier prix à l'unanimité du CNSMDP.

### Carrière
Michel Petrucciani assure la production et la direction artistique de son premier album. Il signe un contrat avec Francis Dreyfus, et enregistre en 1998 l'album In Tradition, avec Luigi Bonafede à la batterie et Ricardo Del Fra à la contrebasse (avec en invité Louis Petrucciani à la contrebasse). L'album remporte un Djangodor en 1999.
Il réitère l'expérience du studio en s'impliquant davantage sur des compositions personnelles. Entouré de N.H.Ø.P. (contrebasse) et Roberto Gatto (batterie), Franck Avitabile sort son deuxième album en 2000, sur Dreyfus Jazz. La sortie de cet album lui permet alors de multiplier les expériences scéniques et d'apparaître notamment au festival Jazz à Ramatuelle, au festival Jazz in Marciac invité par Wynton Marsalis, et à Paris invité par Steve Grossman.
Suit une collaboration pour la musique du film Une femme de ménage , réalisé par Claude Berri, où il improvise sur une composition de Frédéric Botton, et une autre collaboration avec Manu Katché et Pino Palladino pour un concert au festival de Maubeuge en janvier 2004. Franck est membre du groupe Manu Katché Tendances depuis sa création en 2004 où il joue à la fois du piano et du Nord Lead : une centaine de concerts dans le monde suivront. L'album Paris Sketches, composé exclusivement de ses compositions, paraît en 2009 avec Pino Palladino à la basse électrique et Manu Katché à la batterie.
Franck Avitabile New Trio' reçoit le prix Franck Ténot, révélation instrumentale française de l'année aux Victoires du Jazz 2004.
Pour son quatrième opus, Just Play, Franck Avitabile enregistre des improvisations issues de ses compositions en piano solo. L'album est récompensé en 2005 d'un CHOC par le magazine Jazzman. 
L'année suivante, Short Stories est favorablement accueilli par la presse,,,,,,.
En 2009, il se produit au festival Jazz à Vienne dans un programme à six pianos composé par Martial Solal, Petit exercice pour cent doigts, en compagnie de Benjamin Moussay, Pierre de Bethmann, Franck Amsallem et Manuel Rocheman.
En 2010, Franck Avitabile est parrain de la première édition du festival Caval'Air Jazz à Cavalaire-sur-Mer.
Entre 2011 et 2016, sortie de plusieurs compilations dont Arabesque pour les pianos Steinway, des projets qui flirtent avec le classique sur Chopin (création pour 8 pianistes), Schubert, Ravel (Improvisations sur Les Miroirs).
Franck revoit intégralement sa technique pianistique pour la troisième fois lors de sa rencontre avec la pianiste Marcela Roggeri, ancienne élève de Bruno Leonardo Gelber puis avec le pianiste Manuel Schweizer, ancien élève d’Éric Heidsieck
En 2016, il produit un coffret posthume de Michel Petrucciani composé de concerts inédits  "Both Worlds Live", où l'on retrouve également un enregistrement avec l'orchestre philharmonique de La Haye. 
En 2022, il coproduit un album de Michel Petrucciani, "Solo in Denmark", enregistré à Silkeborg. Il apporte une contribution à l'ouvrage collectif "Mystère Monk", sous la direction de Franck Medioni.
En 2023, il coproduit un double album "Michel Petrucciani The Montreux Years" , une collection de performances inédites au Montreux Jazz Festival de 1990 à 1998. A la cathédrale Saint-Louis des Invalides, il improvise sur le concerto de Mozart pour 2 pianos et orchestre avec Makoto Ozone et le Morphing Chamber Orchestra. 

## Récompenses
- 1999 : Django d'Or "Espoir français pour un premier disque" (In Tradition)
- 2003 : Talent Jazz Adami
- 2004 : Victoires du jazz dans la catégorie Révélation instrumentale française de l’année (Prix Frank Ténot)

## Discographie complète
- Franck Avitabile - Paris Sketches (2009)
- Michel Petrucciani The Montreux Years (2023) - as a coproducer
- Michel Petrucciani Solo in Denmark (2022) - as a coproducer
- Franck Filosa - Jazz Session for Drums vol. 2 (2019)
- Another Romantic Vol 3, José Fallot (2018)
- Simply Piano Moods (Compilation, 2017)
- Michel Petrucciani Both Worlds Live (2016) - as a record producer
- Another Romantic Vol 2, José Fallot (2015)
- Arabesque - Steinway & Sons (Compilation, 2013)
- Ritz Paris - Jazz Around The Ritz (Compilation, 2012)
- Franck Avitabile - On Air - DVD (2009)
- Monte Carlo Dreyfus Night - DVD (2009)
- Franck Avitabile - Short Stories (2006)
- Dreyfus Jazz 20 ans 20 CD (Coffret, 2011)
- TSF Jazz 1999|2009 10 ANS (Coffret, 2009)
- Dreyfus Jazz Club : Piano Solo (Compilation, 2011)
- Les Légendes du Jazz (Compilation, 2009)
- Dreyfus Jazz Club : Drummers (Compilation, 2011)
- Dreyfus Jazz Club : Piano Trio (Compilation, 2011)
- Dreyfus Jazz Club : In The Mood Of ... Monk (Compilation, 2011)
- Jazz Spirit (Compilation, 2010)
- West Side Story, Ludovic de Preissac Septet (2010)
- Essential Jazz (Compilation, 2008)
- Classique & Jazz (Compilation, 2008)
- 15 Years of Dreyfus Jazz (Compilation, 2007)
- La nouvelle vague du piano (Compilation, 2009)
- Food for Thought, Tassel Naturel (2007)
- Documentaire réalisé par Pascal Roul pour Zycopolis - Mezzo (2006)
- Diamond Suite, DJ REG (2006)
- Les Inrockuptibles (Compilation, automne 2006)
- Franck Avitabile - Just Play (2005)
- Apopsis Seven, JP Gallis (2005)
- Opus 2, Fillet of Soul (2005)
- Duc des Lombards, Jazz Club (2004)
- A child Is Born (Compilation, 2004)
- Bande Originale du Film Une femme de ménage (2004)
- Franck Avitabile - Bemsha Swing (2002)
- DJ Cam presents Fillet of Soul (2002)
- Documentaire 88 touches de plaisir réalisé par Patrick Savey pour Zycopolis - Mezzo (2001)
- Franck Avitabile - Right Time (2000)
- Talent Midem (2000)
- To Be or Not to Bop, Christian Ton Ton Salut (2000)
- Paris Jazz Quintet (2000)
- Collector Dreyfus Jazz (1999)
- Franck Avitabile - In Tradition (1998)
- Franck Avitabile - Lumieres (1997)
- Franck Avitabile - Tribute to Bud Powell (1996)